# Paramixovirus

Dibuix esquemàtic d'un virió de la família Paramyxoviridae

Paramyxoviridae (del grec para-, al costat, -myxo-, moc o fong, a més del llatí virus verí) és una família de virus d'ARN monocatenari (-) responsables de gran nombre de malalties en humans i altres animals.Els vertebrats actuen com a hostes naturals.

## Gèneres
Els gèneres de la família paramyxoviridae incorporen:
- Subfamília Paramyxovirinae
  - Gènere Avulavirus (espècie tipus Newcastle disease virus)
  - Gènere Henipavirus (espècie tipus Hendravirus; altres inclouen Nipahvirus)
  - Gènere Morbillivirus (espècie tipus Measles virus; altres inclouen Rinderpest virus, Canine distemper virus, phocine distemper virus, Peste des Petits Ruminants virus (PPR))
  - Gènere Respirovirus (espècie tipus  Sendai virus; altres inclouen Human parainfluenza viruses 1 i 3, i el virus del refredat comú)
  - Gènere Rubulavirus (espècie tipus Mumps virus; altres inclouen Human parainfluenza viruses 2 i 4, Simian parainfluenza virus 5, Menangle virus, Tioman virus, Tuhokovirus 1, 2 i 3)
  - Gènere TPMV-like viruses (espècie tipus Tupaia paramyxovirus)
- Subfamília Pneumovirinae
  - Gènere Pneumovirus (espècie tipus Human respiratory syncytial virus, altres com Bovine respiratory syncytial virus)
  - Gènere Metapneumovirus (espècie tipus Avian pneumovirus, Human metapneumovirus)
- Virus no assignats
  - Fer-de-Lance virus
  - Nariva virus
  - Tupaia paramyxovirus
  - Salem virus
  - J virus
  - Mossman virus
  - Beilong virus

## Estructura física
Les partícules víriques (virions) estan embolcallats i poden ser esfèrics, filamentosos o pleomòrfics. Les proteïnes de fusió i d'enganxament apareixen en forma d'espigues.